# Zweitmeinungsverfahren in der Arzneimittel-Richtlinie
Das „Verfahren zur Einholung einer Zweitmeinung“ (Zweitmeinung) wurde in das Fünfte Buch Sozialgesetzbuch (§ 73d SGBV) aufgenommen. Details regelte ab Oktober 2008 der Gemeinsame Bundesausschuss in der Arzneimittel-Richtlinie (AMR). Das Verfahren betraf die Verschreibung von sogenannten „besonderen Arzneimitteln“, die im Rahmen der Gesetzlichen Krankenversicherung verordnet werden. Ein Vertragsarzt durfte nur in Ausnahmefällen von den Festlegungen in der Arzneimittel-Richtlinie abweichen. Die Regelung zur Verordnung besonderer Arzneimittel (Zweitmeinung) wurde 2010 durch das Arzneimittelmarktneuordnungsgesetz abgeschafft.

## Besondere Arzneimittel
Besondere Arzneimittel im Sinne des Gesetzes waren „insbesondere Präparate mit hohen Jahrestherapiekosten oder Arzneimittel mit erheblichem Risikopotential, bei denen aufgrund ihrer besonderen Wirkungsweise zur Verbesserung der Qualität und Wirtschaftlichkeit ihrer Anwendung – insbesondere hinsichtlich der Patientensicherheit und des Therapieerfolges – besondere Fachkenntnisse erforderlich sind, die über das Übliche hinausgehen“.

### Pulmonale arterielle Hypertonie
Folgende Präparate zur Behandlung der pulmonal-arteriellen Hypertonie (PAH) waren von dem Verfahren betroffen:
- Ambrisentan (Volibris)
- Bosentan (Tracleer)
- Iloprost zur Inhalation (Ventavis)
- Sildenafil (Revatio)
- Sitaxentan (Thelin)
- Treprostinil (Remodulin)

Das Zweitmeinungsverfahren fand keine Anwendung, falls diese Arzneimittel bei anderen Erkrankungen als der PAH oder im Off-Label-Use eingesetzt wurde.

## Verfahren
Vor Behandlungsbeginn mit einem der genannten Arzneimittel musste eine Abstimmung zwischen dem behandelnden Arzt und einem Arzt für besondere Arzneimitteltherapie stattgefunden haben. Der Versicherte musste sich zuvor mit dem Verfahren einverstanden erklärt haben. Diese Abstimmung zwischen den Ärzten durfte in der Regel höchstens zehn Werktage dauern. Der behandelnde Arzt konnte von der Zweitmeinung seines Kollegen nur in Ausnahmen abweichen, musste dann aber eine solche Abweichung besonders begründen.

## Arzt für besondere Arzneimitteltherapie
Die Anforderungen an den Arzt für besondere Arzneimitteltherapie wurden arzneimittelbezogen festgelegt und galten nur für die oben genannten Arzneimittel in der Indikation PAH. Sie wurden in der Anlage XI (früher: Anlage 13) zum Abschnitt Verordnung besonderer Arzneimittel spezifiziert:
- Facharzt für Innere Medizin Schwerpunkt Pneumologie
- Facharzt für Innere Medizin und Schwerpunkt Pneumologie
- Facharzt für Innere Medizin und Pneumologie
- Facharzt für Innere Medizin Schwerpunkt Kardiologie
- Facharzt für Innere Medizin und Schwerpunkt Kardiologie
- Facharzt für Innere Medizin und Kardiologie

Der Arzt für besondere Arzneimitteltherapie musste in der Behandlung der PAH erfahren sein. Dafür musste er
- mindestens 10 Patienten pro Jahr (im Vorjahr der Benennung) behandelt haben und
- jährlich mindestens 10 Zertifizierungspunkte an krankheitsspezifischen Fortbildungen dokumentieren.

## Kritik
Während der G-BA durch das Zweitmeinungsverfahren eine verbesserte Sicherheit und Wirtschaftlichkeit der Arzneimitteltherapie erwartete, wurde das Verfahren im Vorfeld seiner Einführung durch ärztliche Fachgesellschaften, aber auch durch die deutsche PH-Patientenselbsthilfeorganisation kritisiert. Die Kritik fokussierte vor allem darauf, dass
- die Zweitmeinungs-Ärzte aufgrund der gesetzlichen Vorgaben keine ausreichende Erfahrung für das seltene und komplexe Krankheitsbild PAH haben müssen,
- eine ausreichende Struktur nicht aufzubauen sei (zu wenige Zweitmeinungsärzte in vielen Regionen),
- rechtliche Mängel bestünden (kein Widerspruchsverfahren, keine Schiedsstelle bei widersprüchlichen Befunden von behandelndem Arzt und Zweitmeinungsarzt).

## Aktueller Stand
Eine ausführliche Beschreibung des Zweitmeinungsverfahrens und eine Liste der Zweitmeinungsärzte findet sich auf einer Website der Medizinischen Hochschule Hannover. Mit der Veröffentlichung im Bundesgesetzblatt Jahrgang 2010 Teil I Nr. 67 unter Pkt 10 wurde am 27. Dez 2010 der § 73d aufgehoben und damit gilt seit dem 1. Januar 2011 die Richtlinie nicht mehr.

## Zweitmeinungsverfahren bei operativen Eingriffen
Unabhängig von der Arzneimittel-Richtlinie besteht ein Rechtsanspruch auf eine ärztliche Zweitmeinung bei Eingriffen an den Gaumen- und/oder Rachenmandeln (Tonsillektomie, Tonsillotomie) und bei Gebärmutterentfernungen (Hysterektomien).
Ärzte können bei ihrer Kassenärztlichen Vereinigung die Abrechnung von Zweitmeinungsleistungen beantragen. Diese Ärzte müssen die Anforderungen des Gemeinsamen Bundesausschusses an eingriffsspezifische Qualifikationen erfüllen. Es darf kein Interessenkonflikt einer Unabhängigkeit der Zweitmeinung entgegenstehen.
Informationen über Ärzte, die eine Zweitmeinung abgeben dürfen, veröffentlichen Kassenärztliche Vereinigungen und Landeskrankenhaus-Gesellschaften auf Webseiten. Versicherte können sich bei der Suche zudem an ihre Krankenkasse wenden.